# Elsa Lepoivre
Elsa Lepoivre est une actrice française née le 30 décembre 1972 à Caen.  Elle est sociétaire de la Comédie-Française depuis 2007.

## Biographie
Elle suit ses études à Caen (lycée Charles de Gaulle, lycée Malherbe et université). Elle apprend son métier à l'Académie théâtrale Pierre Debauche, puis au Conservatoire national supérieur d'art dramatique (1995-1998) dans les classes de Daniel Mesguich, Catherine Hiegel, Stuart Seide et Stéphane Braunschweig.

## Théâtre

### Hors Comédie-Française
- Le Roi Lear de William Shakespeare, mise en scène Pierre Debauche : Regane
- 1994 : La Mouette d'Anton Tchekhov, mise en scène Pierre Debauche : Nina
- 1996 : La Fausse Suivante de Marivaux, mise en scène Pierre Debauche, Printemps des comédiens Montpellier : le chevalier
- 1998 : Peines d'amour perdues de William Shakespeare, mise en scène Emmanuel Demarcy-Mota, théâtre de la Commune
- 1998 : Le Misanthrope de Molière, mise en scène Jacques Lassalle, théâtre de Vidy
- 1999 : Antigone de Sophocle, mise en scène Marcel Bozonnet, Maison de la culture de Bourges, théâtre de la Bastille, Nouveau théâtre d'Angers, théâtre de l'Union et tournée
- 2000 : Le Misanthrope de Molière, mise en scène Jacques Lassalle, théâtre des 13 vents, Théâtre national de Strasbourg
- 2001 : Les Fausses Confidences de Marivaux, mise en scène Alain Milianti, théâtre des 13 vents, Nouveau théâtre d'Angers
- 2002 : Hedda Gabler d'Henrik Ibsen, mise en scène Alain Milianti, Espace 44 Nantes, La Piscine-Châtenay-Malabry
- 2003 : Portrait d'une femme de Michel Vinaver, mise en scène Claude Yersin, Nouveau théâtre d'Angers

### Comédie-Française
- Entrée à la Comédie-Française le 1er juillet 2003
- Sociétaire le 1er janvier 2007
- 516e sociétaire

- 2003 : Dom Juan de Molière, mise en scène Jacques Lassalle, salle Richelieu : Dona Elvire
- 2004 : Le Menteur de Corneille, mise en scène Jean-Louis Benoît, salle Richelieu : Clarice
- 2004 : Calderon de Pedro Calderón de la Barca, mise en scène Christian Schiaretti, salle Richelieu
- 2004 : Le Conte d'hiver de William Shakespeare, mise en scène Muriel Mayette, Studio-Théâtre : Mopsa
- 2004 : Le Grand Théâtre du monde suivi du Le Procès en séparation de l’âme et du corps de Pedro Calderón de la Barca, mise en scène Christian Schiaretti, salle Richelieu
- 2005 : Le Cid de Corneille, mise en scène Brigitte Jaques, salle Richelieu : Doña Urraque, l'infante
- 2005 : Molière / Lully, deux comédies-ballets, mise en scène Jonathan Duverger et Jean-Marie Villégier, salle Richelieu : Musique, Isidore
- 2006 : Pedro et le Commandeur de Félix Lope de Vega, mise en scène Omar Porras, salle Richelieu : Casilda
- 2007 : Le Misanthrope de Molière, mise en scène Lukas Hemleb, salle Richelieu : Éliante
- 2007 : Le Mariage de Figaro de Beaumarchais, mise en scène Christophe Rauck, salle Richelieu : La Comtesse
- 2008 : Cyrano de Bergerac d'Edmond Rostand, mise en scène Denis Podalydès, salle Richelieu : La Marquise, Enfant, Poète, Cadet, Précieuse, sœur Claire
- 2008 : Juste la fin du monde de Jean-Luc Lagarce, mise en scène Michel Raskine : Catherine
- 2008 : Le Mariage forcé de Molière, mise en scène Pierre Pradinas, Studio-Théâtre : Deuxième Égyptienne
- 2009 : L'Ordinaire de Michel Vinaver, mise en scène Michel Vinaver et Gilone Brun : Pat
- 2009 : Les Contes du chat perché : Le Loup de Marcel Aymé, mise en scène Véronique Vella, Studio-Théâtre : Marinette
- 2009 : Juste la fin du monde de Jean-Luc Lagarce, mise en scène Michel Raskine, salle Richelieu : Catherine, la femme d'Antoine,
- 2010 : Le Mariage forcé de Molière, mise en scène Pierre Pradinas, Studio-Théâtre : Deuxième Egyptienne
- 2010 : Les Trois Sœurs d'Anton Tchekhov, mise en scène Alain Françon, salle Richelieu : Macha
- 2010 : Cyrano de Bergerac d'Edmond Rostand, mise en scène Denis Podalydès, salle Richelieu : la Marquise, Enfant, Poète, Cadet, Précieuse, sœur Claire
- 2011 : Les Trois Sœurs d'Anton Tchekhov, mise en scène Alain Françon, salle Richelieu : Macha
- 2011 : Agamemnon de Sénèque, mise en scène Denis Marleau, salle Richelieu : Clytemnestre
- 2011 : Andromaque de Racine, mise en scène Muriel Mayette, Théâtre antique d'Orange puis salle Richelieu : Cléone
- 2011 : La Critique de l'École des femmes de Molière, mise en scène de Clément Hervieu-Léger, Studio-Théâtre : Climène
- 2012 : La Trilogie de la Villégiature de Carlo Goldoni, mise en scène Alain Françon, théâtre Éphémère : Brigida
- 2012 : Le Mariage de Figaro de Beaumarchais, mise en scène Christophe Rauck, théâtre Éphémère : La Comtesse
- 2012-2013 : La Place royale de Corneille, mise en scène Anne-Laure Liégeois, théâtre du Vieux-Colombier : Phylis
- 2013 : Phèdre de Jean Racine, mise en scène Michael Marmarinos, salle Richelieu : Phèdre
- 2013 : Les Trois Sœurs d'Anton Tchekhov, mise en scène Alain Françon, salle Richelieu : Macha
- 2014 : Le Tartuffe ou l'Imposteur de Molière, mise en scène Galin Stoev, Salle Richelieu : Elmire
- 2016 : Cyrano de Bergerac d'Edmond Rostand, mise en scène Denis Podalydès, Salle Richelieu : la Marquise, Enfant, Poète, Cadet, Précieuse, sœur Claire
- 2016 : La Mer d'Edward Bond, mise en scène Alain Françon, Salle Richelieu : Jessica Tilehouse
- 2017 : Lucrèce Borgia de Victor Hugo, mise en scène Denis Podalydès, Salle Richelieu : Lucrèce Borgia
- 2017 : La Règle du jeu de Jean Renoir, mise en scène Christiane Jatahy, Salle Richelieu : Geneviève
- 2016-2017 : Les Damnés d'après Luchino Visconti, mise en scène Ivo van Hove, Festival d'Avignon puis Salle Richelieu : Baronne Sophie von Essenbeck
- 2016-2017 : Le Cerf et le Chien d'après Les Contes du chat perché de Marcel Aymé, mise en scène Véronique Vella, Studio-Théâtre : Marinette
- 2017 : La Tempête de William Shakespeare, mise en scène Robert Carsen, Salle Richelieu : Iris, Cérès, Junon, déesses
- 2018 : Les Ondes magnétiques de David Lescot, mise en scène de l'auteur, Vieux Colombier : Maroussia; Léa/Hans; Bérangère de Varengeville
- 2019 : Fanny et Alexandre de Ingmar Bergman, mise en scène Julie Deliquet, Salle Richelieu : Émilie Ekdahl
- 2019: Electre / Oreste d’Euripide mise en scène Ivo van Hove, Salle Richelieu : Clytemnestre et Hélène
- 2020 : Le Côté de Guermantes de Marcel Proust, adaptation et mise en scène Christophe Honoré, théâtre Marigny : la Duchesse de Guermantes
- 2023 : Le Chien - Les Contes du chat perché de Marcel Aymé, mise en scène Raphaëlle Saudinos et Véronique Vella, Studio-Théâtre
- 2023 : L'Opéra de quat'sous de Bertolt Brecht et Kurt Weill, mise en scène Thomas Ostermeier, Festival international d'art lyrique d'Aix-en-Provence puis Salle Richelieu
- 2024 : Hécube, pas Hécube de Tiago Rodrigues, mise en scène de l'auteur, festival d'Avignon (production Comédie-Française)

## Filmographie

### Cinéma
- 1996 : Le Retour de Ferdinand (court métrage) de Jean-Jacques Lion : Mathilde
- 1997 : Amnésie (court métrage) de Jean Rousselot
- 1998 : Amer Amour (court métrage) de Marc Lepoivre : Jeanne
- 1999 : Hommage à Alfred Lepetit (court métrage) de Jean Rousselot
- 2004 : À vot' bon cœur de Paul Vecchiali : Elsa
- 2006 : Et plus si aff de Paul Vecchiali : Yvonne Aubignac
- 2006 : Un ami parfait de Francis Girod :
- 2012 : Du vent dans mes mollets de Carine Tardieu : Madame Danielle
- 2014 : Les Pères Noël (court métrage) d'Emmanuelle Michelet : la maitresse d'école
- 2016 : Les Malheurs de Sophie de Christophe Honoré : Madame d'Auber
- 2016 : Les Têtes de l'emploi d'Alexandre Charlot et Franck Magnier : Isabelle Martel
- 2018 : Au bout des doigts de Ludovic Bernard : Mathilde Geithner, la femme de Pierre
- 2021 : Guermantes de Christophe Honoré : elle-même
- 2021 : L'Appartement (court métrage) de Mathias Kupka : Sophie

### Télévision
- 1998 : Victor Schœlcher, l'abolition (téléfilm) de Paul Vecchiali  : la chanteuse
- 2004 : Les Cordier, juge et flic (série télévisée), épisode Raison d'État de Jean-Marc Seban : Célia Chauffour
- 2013 : Meurtre en trois actes (téléfilm) de Claude Mouriéras : Delphine Thuillier
- 2015 : Les Trois Sœurs (téléfilm )de Valeria Bruni Tedeschi : Macha
- 2021 : En thérapie (série télévisée) d'Éric Toledano et Olivier Nakache : Charlotte Dayan
- 2022 : Touchées (téléfilm) d'Alexandra Lamy : Karine Weber
- 2026 : Enchaînés de Laure de Butler

## Doublage

### Cinéma

#### Films
- 2010 : Last Night : Laura (Eva Mendes)
- 2013 : Jimmy P. (Psychothérapie d'un Indien des Plaines) : Gayle Picard (Michelle Thrush)
- 2014 : Mister Babadook : Amélia (Essie Davis)
- 2018 : Pentagon Papers : Antoinette « Tony » Pinchot Bradlee (Sarah Paulson)
- 2019 : Un espion très recherché : Susanne Clayton (Hattie Morahan[1])
- 2021 : Madres paralelas : Teresa (Aitana Sánchez-Gijón)
- 2021 : Tre piani : Dora (Margherita Buy)
- 2024 : La Chambre d'à côté : Ingrid (Julianne Moore)

#### Film d'animation
- 2017 : Moi, moche et méchant 3 : Valérie Da Vinci

### Télévision

#### Série télévisée
- 2015 : Norskov, dans le secret des glaces : Diana Bondesen (Annemette Andersen)

### Narration
- 2009 : 1989, l'Élysée au pied du mur
- 2011 : Mitterrand et le monde
- 2014 : Camus, Sartre : une amitié déchirée
- 2015 : Louis XIV, roi des arts
- 2015 : Et Rodin créa la « Porte de l'Enfer »
- 2016 : Che Guevara - Fidel Castro, faux semblables
- 2016 : Ferry - Clemenceau, le calme et la tempête
- 2016 : Le Douanier Rousseau ou l'Éclosion moderne
- 2016 : Notes on Blindness (en)
- 2016 : Dans les pas de Cendrillon
- 2017 : Vie et Destin
- 2017 : Killy, Une Vie
- 2017 : Magda Goebbels, La Première Dame Du IIIème Reich
- 2017 : Roland Dumas, Le Mauvais Garçon De La République
- 2018 : Sculptrices, ni muses ni modèles
- 2018 : Joan Miro, le feu intérieur
- 2018 : Nouvelle-Calédonie, histoire d'un destin partagé
- 2019 : Charlotte Perriand, un art de vivre
- 2019 : Dans l'ombre d'Hitchcock, Alma et Hitch
- 2019 : Après la guerre, l'impossible oubli : 1919-1920
- 2019 : Vivien Leigh, autant en emporte le vent

"Le premier champ de bataille: la vallée fluviale de Tollens"

## Livres audio
- 2015 : Hélène Grémillon - La Garçonnière
- 2016 : Yasmina Reza - Heureux les heureux
- 2016 : Nathalie Azoulai - Titus n'aimait pas Bérénice
- 2016 : Edouard Signolet - Pinocchio
- 2017 : Magali Le Huche - Hector et Rosa-Lune
- 2018 : Patrick Roger - Tout doux, Mes musiques classiques pour se relaxer
- 2018 : Anaïs Vaugelade - Des Malheurs de Sophie
- 2018 : Albert Camus - L'exil et le royaume
- 2020 : Camille Laurens - Fille

## Distinctions

### Récompenses
- Prix du syndicat de la critique 2017 : meilleure comédienne pour Les Damnés,  Lucrèce Borgia, La règle du jeu, Le Cerf et le Chien
- Molières 2017 : Molière de la comédienne dans un spectacle de théâtre public [2] pour Les Damnés
- Coup de coeur Jeune Public automne 2018 de l'Académie Charles-Cros pour Des malheurs de Sophie[3]
- Prix du syndicat de la critique 2021 : meilleure comédienne pour Le Côté de Guermantes[4]

### Décorations
- Officière de l'ordre des Arts et des Lettres (arrêté du 25 septembre 2017)[5]